# عمر هوساوی
عمر هوساوی (عربی: عمر إبراهيم هوساوي؛ زاده ۲۷ سپتامبر ۱۹۸۵) یک بازیکن فوتبال اهل عربستان سعودی است. که در باشگاه فوتبال الاتحاد عربستان سعودی بازی می کند.